# Lunana: A Yak in the Classroom
Lunana: A Yak in the Classroom (em dzongkha: লুনানা: অ্যা ইয়াক ইন দ্য ক্লাসরুম; no Brasil, A Felicidade das Pequenas Coisas) é um filme de drama butanês de 2019 dirigido, escrito e produzido por Pawo Choyning Dorji. Teve sua estreia mundial no Festival de Cinema de Londres em 5 de outubro de 2019 e, mais tarde, venceu o prêmio de melhor filme no Festival Internacional de Cinema de Palm Springs. A obra foi indicada à categoria de melhor filme internacional no Oscar 2022, representando o Butão.

## Sinopse
Ugyen, um professor em seu último ano de treinamento, é designado pelo governo para a remota cidade de Lunana, no norte do Butão. Ele deve enfrentar a alta altitude, a falta de recursos e um inverno brutal. Além disso, é confrontado com seu sonho de ser cantor na Austrália.

## Elenco
- Sherab Dorji - Ugyen Dorji
- Ugyen Norbu Lhendup - Michen
- Kelden Lhamo Gurung - Saldon
- Kunzang Wangdi - Asha Jinpa
- Tshering Dorji - Singye
- Sonam Tashi - Tandin
- Pem Zam - Pem Zam
- Tsheri Zom - avó de Ugyen